# Per esempio... per amore
Per esempio... per amore è l'8º album di Mietta, pubblicato il 16 maggio 2003 con etichetta WEA.

## Descrizione
L'album, prodotto da Armando Mango, autore con Stefano Borzi anche di molti brani, è anticipato un anno prima dal singolo Shisa, che racconta di un'attrazione lesbica e presenta interessanti sonorità elettro-pop ed arabeggianti.
Tra le canzoni anche una reinterpretazione di Sentirti, successo del 1978 di Patty Pravo scritto da Mango con Silvano D'Auria e Armando Mango.
Tutte canzoni di rilievo: da Abbracciati e vivi e Disordine perfetto alla title track Per esempio... per amore scritta dallo stesso Mango, collega con cui Mietta ha sin dagli esordi collaborato. Roberto Buti è coautore della triste ballad Vivo senza te, pezzo di chiusura che in parte si stacca dallo stile elettro-pop arabeggiante dominante nell'album.

## Tracce
Testi di Armando Mango (tranne ove indicato diversamente), musiche di Armando Mango e Stefano Borzi (tranne ove indicato diversamente).
1. Abbracciati e vivi – 3:53 (testo: Armando Mango – musica: Mango)
2. Disordine perfetto – 4:02
3. Shisa – 3:47
4. La febbre nel cuore – 3:53
5. Vai go – 4:22
6. Per esempio… per amore – 3:51 (testo: Armando Mango – musica: Mango)
7. Piccoli momenti – 4:21 (testo: Graziano Antonacci – musica: Max Longhi, Giorgio Vanni)
8. Sentirti – 3:57 (testo: Armando Mango – musica: Mango, Silvano D'Auria)
9. Staccati – 3:58
10. Una tazzina di thè – 3:46
11. Vivo senza te – 4:07 (testo: Mirco Filistricchi – musica: Roberto Buti)

Durata totale: 43:57

## Formazione
- Mietta – voce, cori
- Roberto Gallinelli – basso
- Stefano Borzi – tastiera, programmazione
- Armando Mango – programmazione, cori
- Gianluca Sanza – tastiera, programmazione, chitarra
- Pasquale Pesce – chitarra, tastiera
- Jacopo Ruggeri – chitarra elettrica, programmazione
- Mirko Cascio – programmazione
- Antonello Mango – basso
- Fernando Pantini – chitarra elettrica
- Emanuela Borzi, Tahara – cori